# Phaonia fuscana
Phaonia fuscana är en tvåvingeart som beskrevs av Huckett 1965. Phaonia fuscana ingår i släktet Phaonia och familjen husflugor. Inga underarter finns listade i Catalogue of Life.